# Niemenczyn
Niemenczyn (lit. Nemenčinė) – miasto na Litwie położone w rejonie wileńskim ok. 25 km na płn-wsch od Wilna przy ujściu rzeki Niemenczynki (Niemenczy) (Nemenčia) do Wilii (Neris), na historycznej Wileńszczyznie. Miasto liczy 5 054 mieszkańców z których 56,5% stanowią Polacy. Miasto stanowi starostwo miejskie Niemenczyn, jest ono także siedzibą gminy Niemenczyn.
Miasto królewskie lokowane przez Zygmunt II Augusta w 1554 roku, leżało w powiecie wileńskiem województwa wileńskiego.
W mieście rozwinął się przemysł mleczarski oraz skórzany.

## Skład etniczny (2011)
Według spisu z 2011 roku.
- Polacy – 56,5%
- Litwini – 27,1%
- Rosjanie – 9,2%
- Białorusini – 3,6%

## Historia
Pierwsze wzmianki o Niemenczynie pochodzą z 1338 roku. Nazwę miasta (i rzeki) wywodzi się z języka litewskiego: nie mana – (nie moje) i czynaj – (tu), co znaczyłoby – tu nie moje lub tu cudze, skąd niektórzy badacze wyprowadzają wniosek, że rzeka Niemenczynka w starożytności stanowić mogła granicę dzielnicy któregoś z książąt litewskich. 1,5 km na północ od miasta nad Niemenczynką znajduje się grodzisko z I–VI w. zwane przez miejscowych Górą Zamkową (w czasach Mendoga stać tam miał zamek).
W 1434 roku dziedzicem Niemenczyna był Andrzej Sakowicz (jego ojciec Sak przyjął herb Pomian na unii horodelskiej w 1413 roku).
Według spisów podskarbińskich z 1569 roku dobra niemenczyńskie zaliczały się już do dóbr królewskich. Około 1766 roku przez oddzielenie z ciwuństwa wileńskiego miasteczka Niemenczyn, wsi Niemenczyn i Giejany utworzono starostwo niegrodowe, które posiadał ciwun wileński Tyszkiewicz. Później własność biskupa wileńskiego ks. Massalskiego. Konstytucją z 1775 roku zabezpieczono na dobrach tych sumę komisji edukacyjnej. Od 1803 roku dobra niemenczyńskie stały się beneficjum edukacyjnym Uniwersytetu Wileńskiego uposażającym emerytowanych profesorów tej uczelni. Po likwidacji uniwersytetu Niemenczyn przeszedł na własność państwa rosyjskiego.
27 kwietnia 1794 roku powstańcy kościuszkowscy stoczyli z wojskami rosyjskimi bitwę pod Niemenczynem. Również podczas powstania listopadowego w okolicach tych toczono walki z Rosjanami. Powstańcami dowodził wtedy właściciel pobliskiego Czerwonego Dworu Konstanty Parczewski.

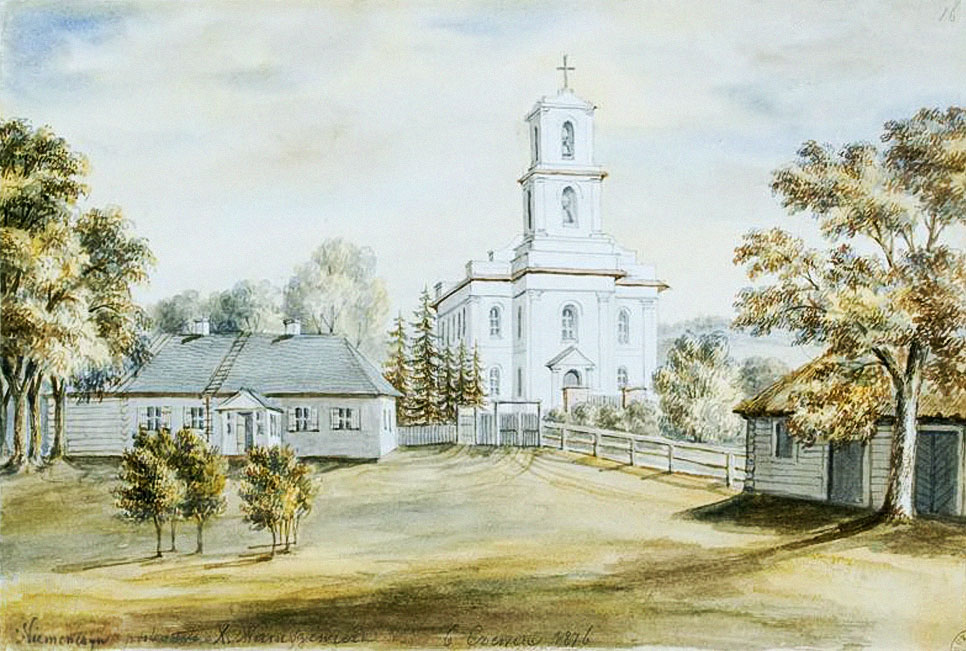
Niemenczyn ok. 1876 (N. Orda)

Kościół w Niemenczynie był jednym z siedmiu kościołów ufundowanych w 1387 r. przez Władysława Jagiełłę na pamiątkę przyjęcia wiary katolickiej. Pierwszy kościół drewniany pw. Wniebowzięcia Najświętszej Panny Marii i Świętych Wojciecha i Jerzego istniał do roku 1680. Zniszczony i chylący się ku upadkowi kościół wówczas rozebrano, a proboszcz niemenczyński, kanonik smoleński ks. Cherubin Stankiewicz postawił własnym kosztem nową drewnianą świątynię. Kościół ten wraz z miasteczkiem spłonął doszczętnie w pożarze 20 sierpnia 1842 roku. Ówczesny proboszcz niemenczyński, ks. Antoni Kitkiewicz powziął decyzję odbudowy kościoła. Dzięki ofiarności parafian i wsparciu właściciela pobliskiego Czerwonego Dworu – Aleksandra Parczewskiego, udało się w 1848 roku zebrać odpowiednie fundusze, zbudowano nowy istniejący do dzisiaj murowany kościół pw. św. Michała Archanioła. Projektantem nowego kościoła był Józef Mackiewicz. W głównym ołtarzu znajduje się kopia obrazu Raffaella „Przemienienie Pańskie” wykonana przez Różę Parczewską. Organy pochodzą z katedry wileńskiej (przeniesiono je w połowie XIX w.). Około 1775 roku proboszczem był Adam Tadeusz Naruszewicz.

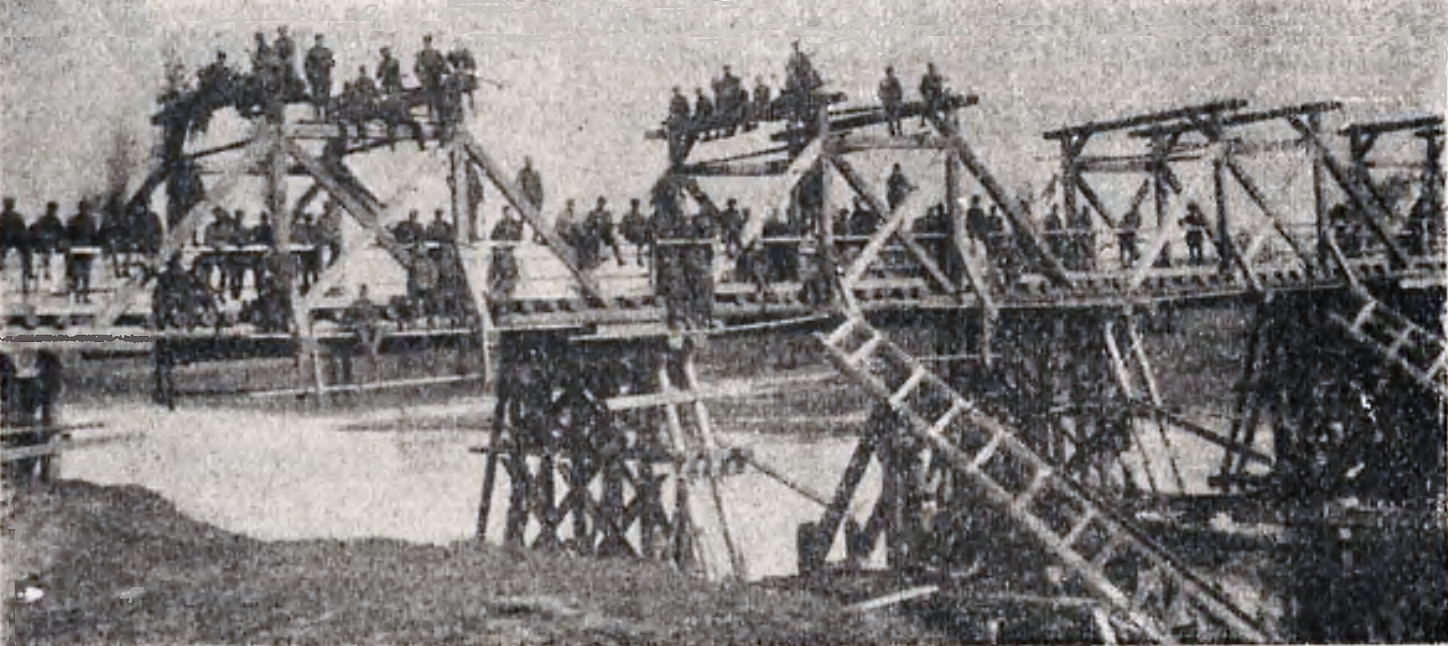
Most na Wilji w Niemenczynie, zbudowany w r. 1920/21 przez polskich saperów w pobliżu nieprzyjaciela przez 3 komp. mostową

Do 1939 roku miasto znajdowało się na obszarze powiatu wileńsko-trockiego ówczesnego województwa wileńskiego. Niemenczyn był również garnizonem macierzystym batalionu KOP „Niemenczyn”. Za II RP siedziba wiejskiej gminy Niemenczyn. W 1931 miejscowość liczyła:
- miasteczko – 1482 mieszkańców, zamieszkałych w 240 budynkach,
- leśniczówka – 7 mieszkańców, zamieszkałych w 2 budynkach,
- nadleśnictwo – 22 mieszkańców, zamieszkałych w 3 budynkach,
- wieś I – 159 mieszkańców, zamieszkałych w 25 budynkach,
- wieś II – 18 mieszkańców, zamieszkałych w 4 budynkach,
- zaścianek – 7 mieszkańców, zamieszkałych w 1 budynku[7].

Przed II wojną światową 35% mieszkańców stanowili Żydzi. W miasteczku zachował się jeszcze budynek synagogi. 20 września 1941 roku Niemcy zamordowali w lesie pod miastem ok. 400 Żydów, na miejscu zbrodni – zbiorowej mogile znajduje się obecnie pamiątkowa tablica.
W czasie okupacji niemieckiej mieszkająca w Niemenczynie rodzina Paszkowskich udzieliła pomocy Żydom Zeewowi i Dowie Gdud. W 1992 roku Instytut Jad Waszem podjął decyzję o przyznaniu Felicji, Józefowi i Leonardowi Paszkowskim tytułu Sprawiedliwych wśród Narodów Świata
Niemenczyn odwiedzał często poeta okresu baroku Maciej Kazimierz Sarbiewski. W pobliżu Niemenczyna (we wsi Szukiszki) urodził się były metropolita wrocławski Henryk Gulbinowicz. Jego imieniem nazwano jedną z uliczek w południowej części miasta.
Po II wojnie światowej i utracie miasta przez Polskę, do 1 listopada 1946 z rejonu niemenczyńskiego w obecne granice Polski wysiedlono ok. 6 tys. Polaków, natomiast ok. 22 tys. zarejestrowanych do wysiedlenia Polaków pozostało w rejonie.

## Kultura i nauka

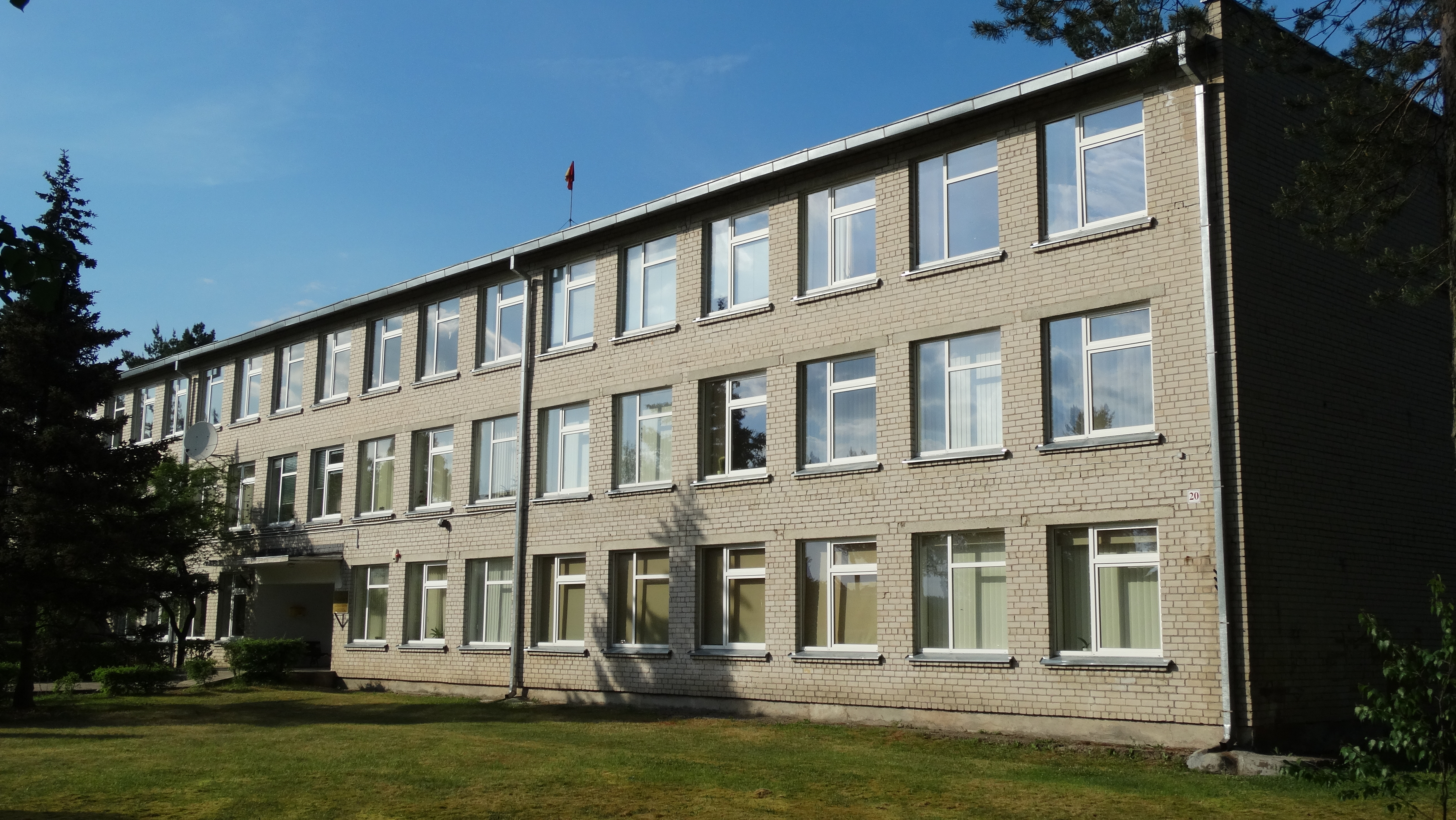
Gimnazjum im. Konstantego Parczewskiego

Funkcjonująca od czasów II wojny światowej szkoła powstała z fundacji Józefa Piłsudskiego w zapisanym testamencie – 100 szkół dla Wileńszczyzny (w ukończonym przed wojną domu rodziny Wojtołowiczów) (współcześnie Gimnazjum im. Konstantego Parczewskiego w Niemenczynie).
W pierwszą sobotę marca w Niemenczynie odbywa się jarmark kaziukowy „Kaziuczek Niemenczyński”. Sprzedawane jest wtedy rękodzieło ludowe i rozmaite przysmaki regionalne. Towarzyszą temu prezentacje polskich zespołów ludowych. W ostatnią sobotę maja organizowany jest Festiwal Kultury Polskiej „Kwiaty Polskie”. Impreza odbywa się w leśnym amfiteatrze.
Od 2000 r. w Niemenczynie działa Muzeum Etnograficzne Wileńszczyzny. Powstało ono z inicjatywy prof. Lecha Mroza z Uniwersytetu Warszawskiego oraz przy dużej pomocy pracowników i studentów Katedry Etnologii i Antropologii Kulturowej Uniwersytetu Warszawskiego. Muzeum mieści się w samym centrum miasta, na rynku, w przedwojennej siedzibie remizy strażackiej.
Zabytkami miasta są m.in. kościół św. Michała Archanioła wraz z przykościelnym cmentarzem i kaplicą grobową rodziny Parczewskich, cmentarz katolicki z drewnianą kapliczką cmentarną oraz przedwojenny budynek szkoły.
W mieście działa klub sportowy Niempolis.

## Miasta partnerskie

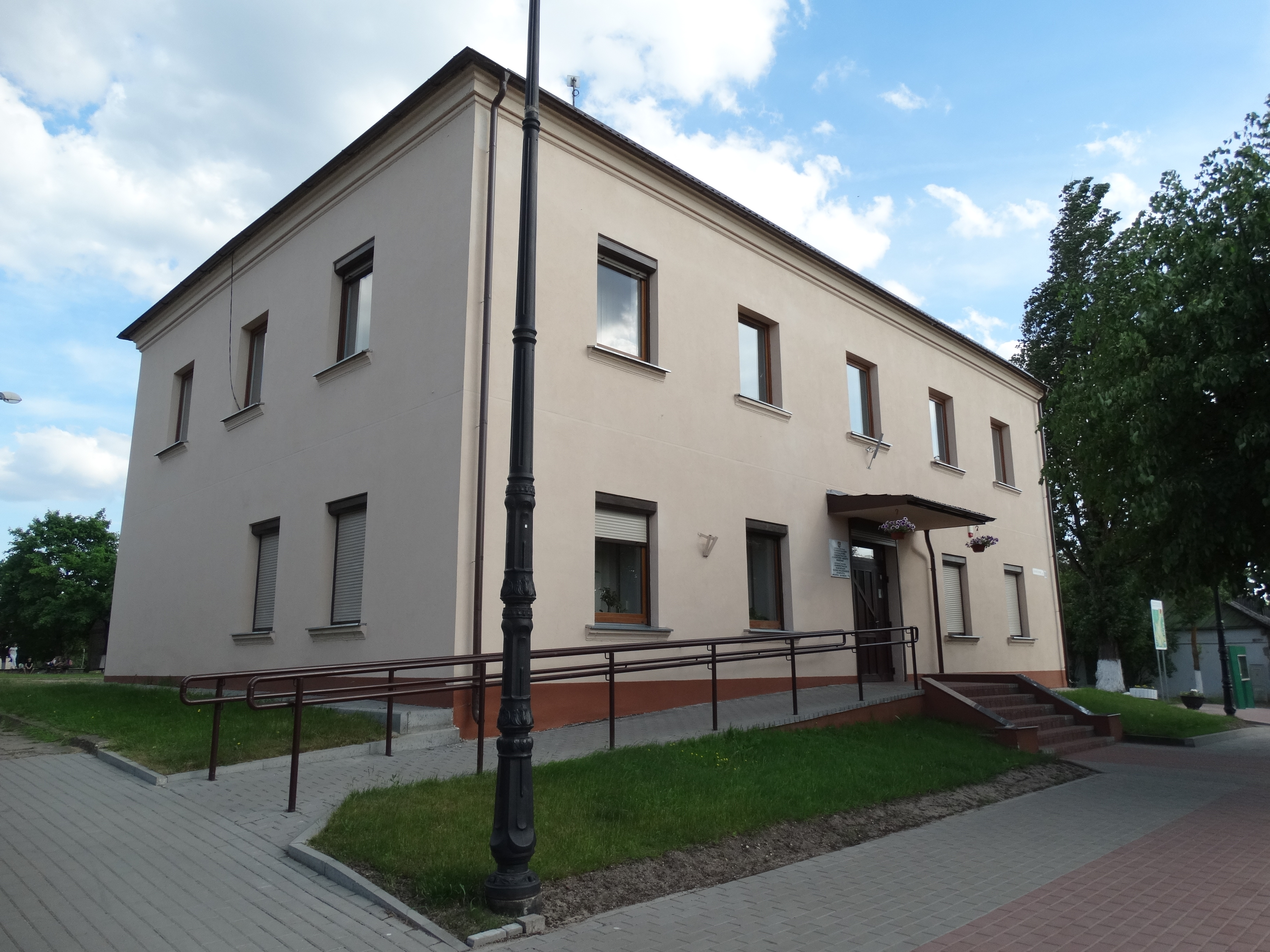
Starostwo

- Węgorzewo, Polska
- Suwałki, Polska
- Roßlau, Niemcy
- Ostróda, Polska
- Powiat słupski, Polska
- Siedlce, Polska